# Літературний музей (Красноярськ)
Літературний музей імені В. П. Астаф'єва — музей, розташований в місті Красноярську за адресою: вул. Леніна, 66.

## Будівля музею
Музей розташовується в особняку XIX століття в стилі дерев'яний модерн з готичними мотивами. Будинок належав купчисі Фріді Цукерман. У 1913 році будинок був реконструйований губернським архітектором В. О. Соколовським. Будинок був одним з кращих в місті, в 1894 році тут жив губернатор Єнісейської губернії Л. К. Теляковський.
Після революції сім'я Цукерман емігрувала, будинок було націоналізовано. У будинку розташувалася одна з перших в Красноярську комун, потім гуртожиток льотчиків, а потім будинок став звичайним житловим будинком.
В даний час будівля є архітектурним пам'ятником федерального значення.

## Історія музею
Ідея створення літературного музею виникла у 1946 році після відкриття в Красноярську відділення Спілки письменників. Відбулася наукова конференція, створена концепція музею. Автором концепції був учений-філолог і письменник А. Я. Гуревич. З ініціативи голови Спілки письменників Н. С. Устиновича почали збирати експонати в 1956 році.
Музей створений за ініціативою В. П. Астаф'єва. Відкрився 6 червня 1997 року після реставрації будівлі, яка тривала 10 років.
Музей присвячений виключно сибірським письменникам та літератури про Сибіру. У зборах музею унікальні образотворчі, писемні джерела, документи, фотографії, плакати, афіші, автографи письменників та поетів XIX—XX століття, рідкісні книги і журнали XIX—XX ст.

## Бібліотека музею
У бібліотеці зберігаються книги та архіви сибірських письменників: В. П. Астаф'єва, С. В. Сартакова, В. Д. Рожденственського, Н. С. Устиновича, Е. А. Ахадова, Н. В. Маміна, П. П. Петрова, М. В. Ошарова, В. В. Пантелєєва, М. С. Перевозчикова, З. Я. Яхніна, А. Т. Черкасова, А. В. Чмихало та інших.

## Конференції
Музей щорічно проводить науково-практичну конференцію для учнів загальноосвітніх шкіл «Сибір суворий і ніжний».

## Галерея

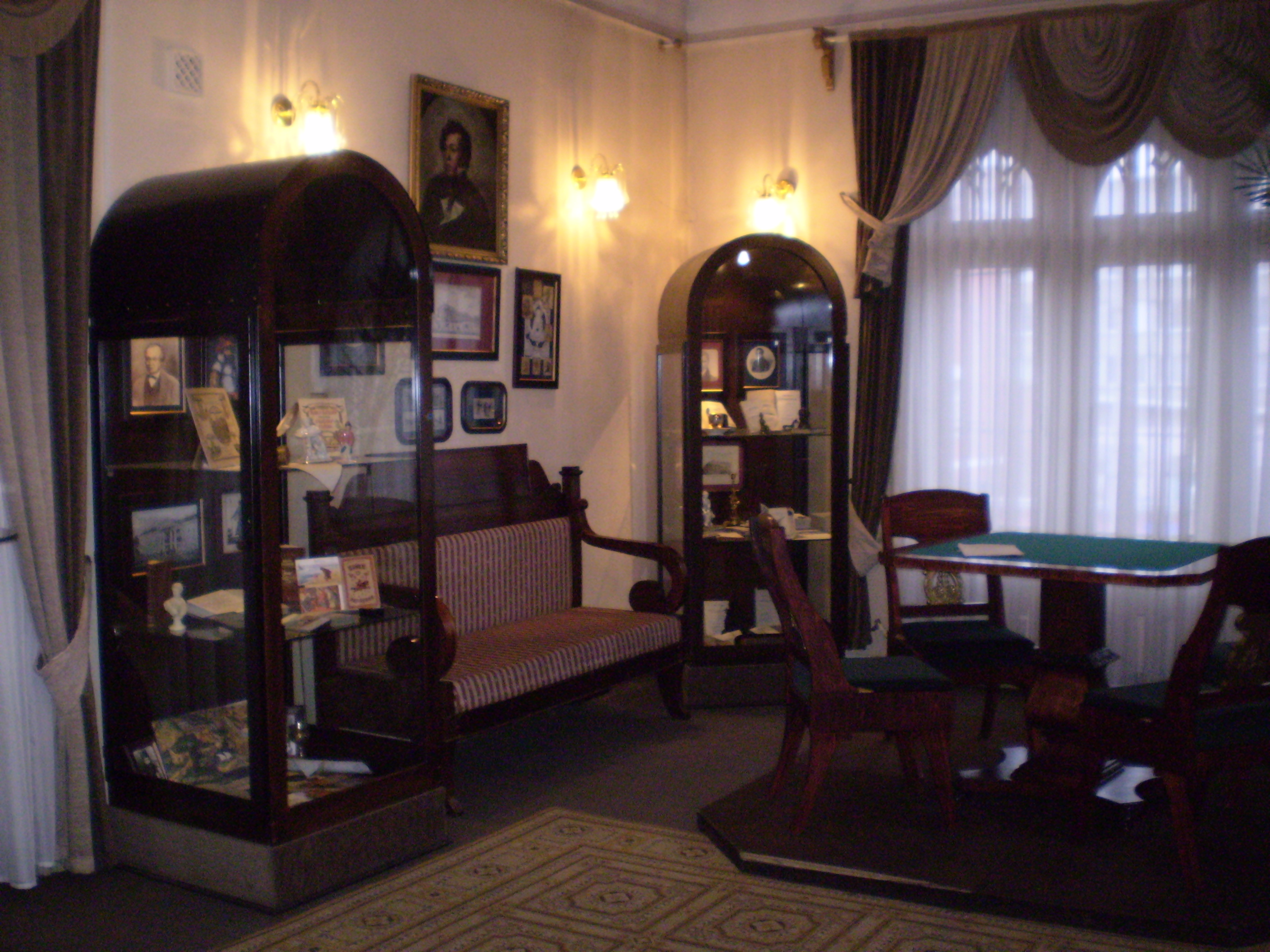
Фрагмент експозиції з портретом О. П. Степанова.
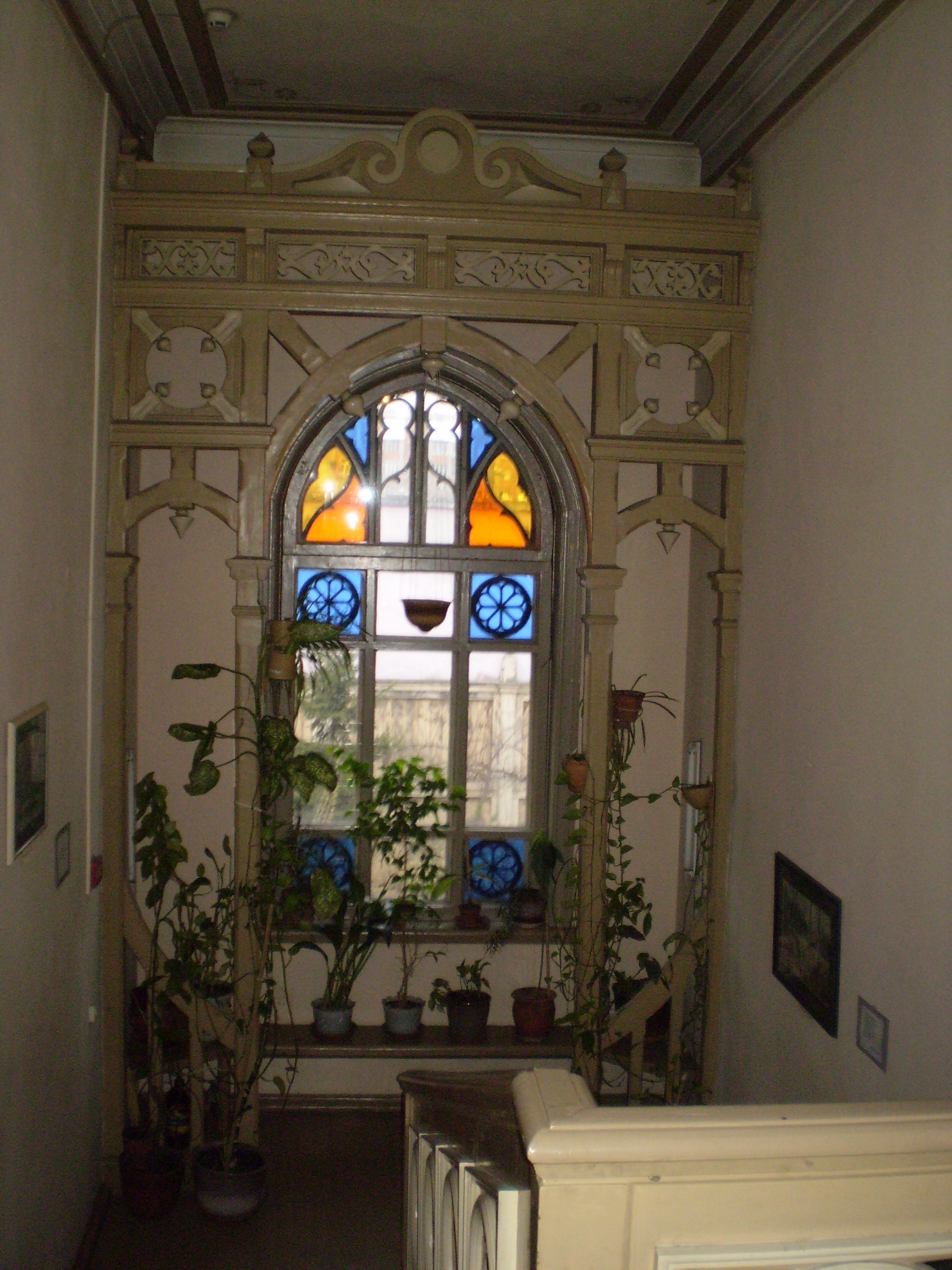
Центральні сходи музею
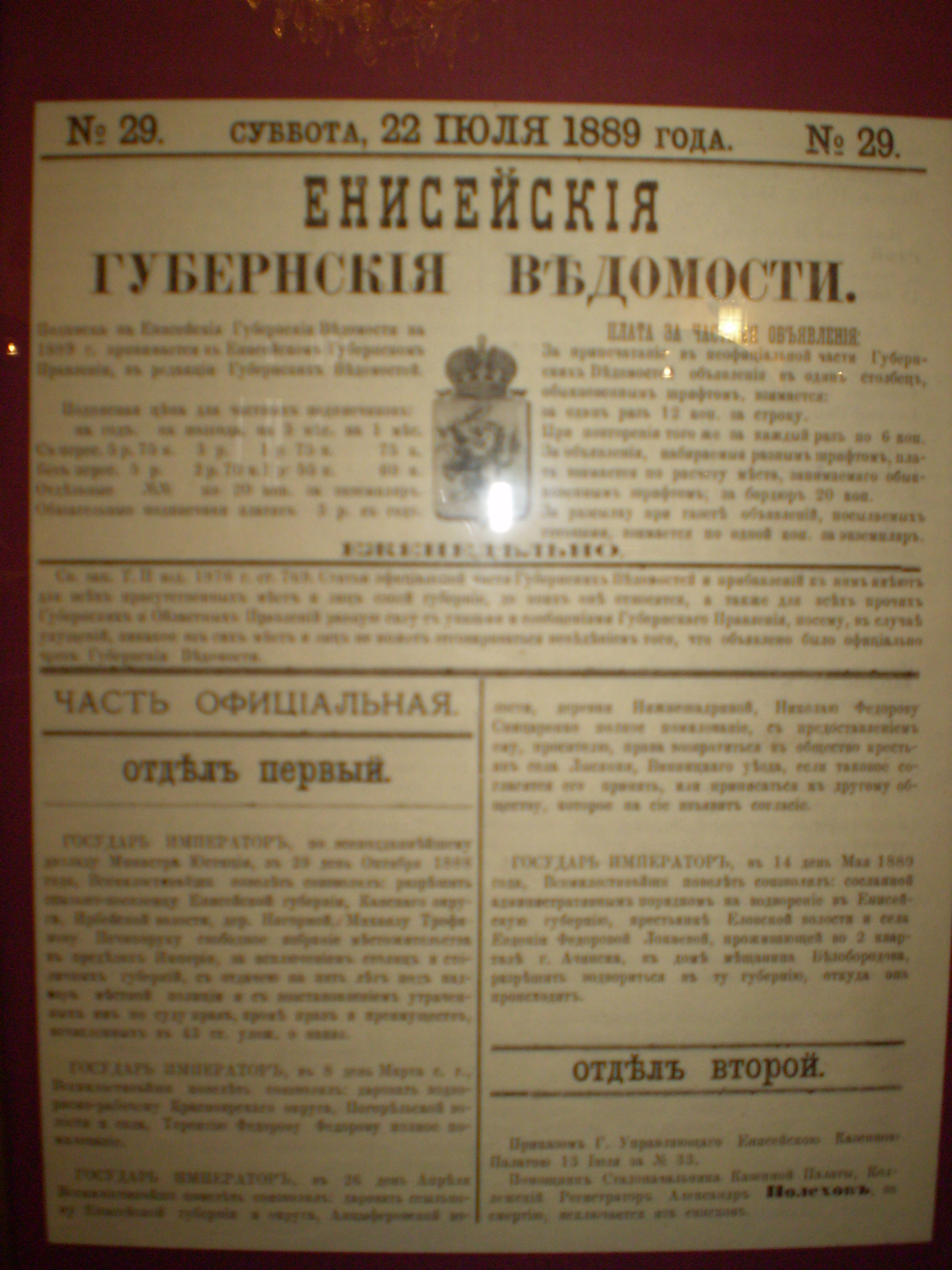
Газета «Єнисейські губернські відомості»
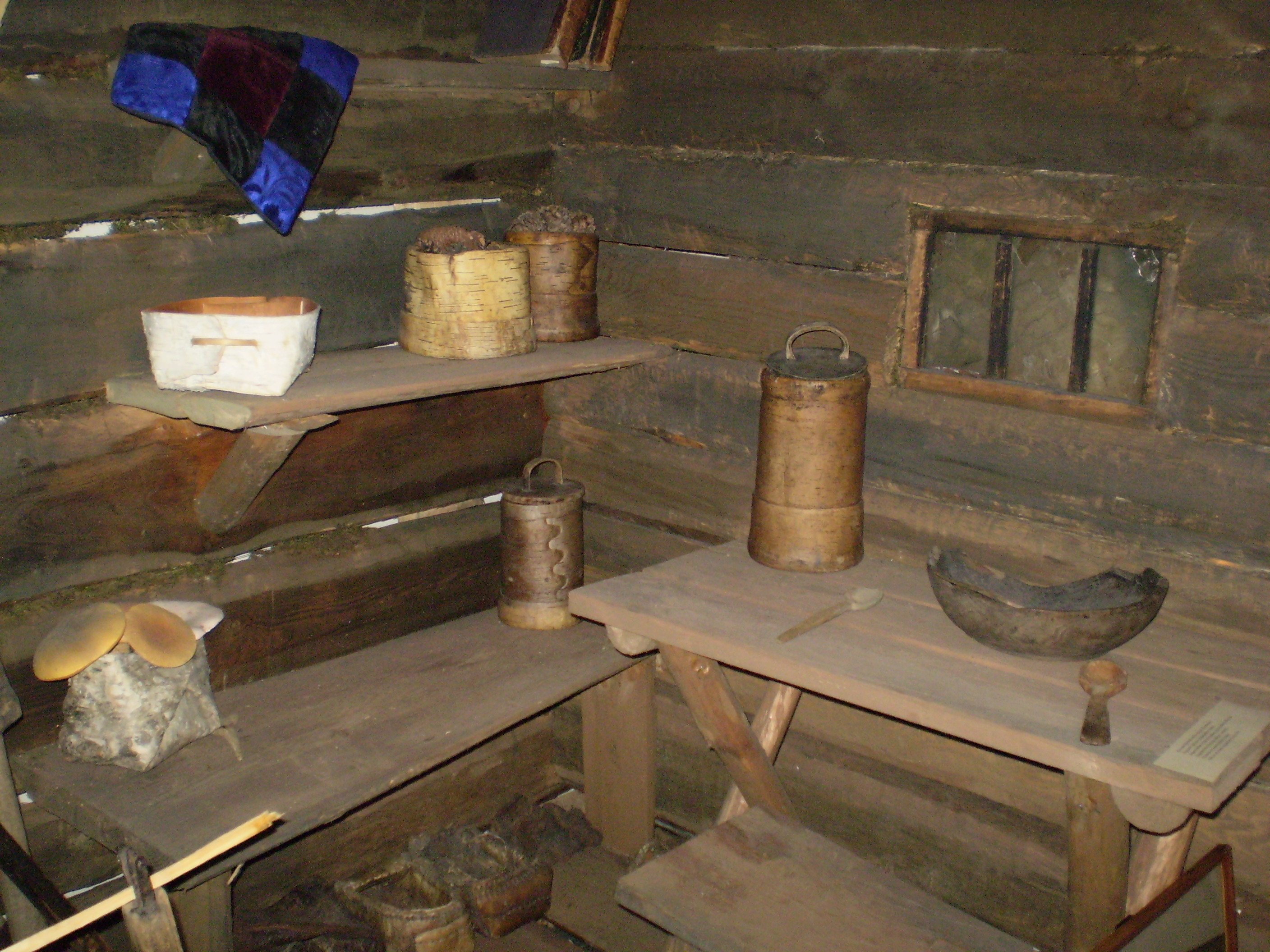
Речі Ликових